# The Glass Menagerie (1973)
The Glass Menagerie é um filme estadunidense de 1973, do gênero drama, dirigido por Anthony Harvey e produzido para a televisão americana. 

## Elenco
- Katharine Hepburn ...  Amanda Wingfield
- Sam Waterston     ...  Tom Wingfield
- Joanna Miles      ...  Laura Wingfield
- Michael Moriarty  ...  Jim O'Connor